# Auffreville-Brasseuil
Auffreville-Brasseuil és un municipi francès, situat al departament de Yvelines i a la regió de Illa de França. L'any 2007 tenia 604 habitants.
Forma part del cantó de Bonnières-sur-Seine, del districte de Mantes-la-Jolie i de la Comunitat urbana Grand Paris Seine et Oise.

## Demografia

### Població
El 2007 la població de fet d'Auffreville-Brasseuil era de 604 persones. Hi havia 230 famílies, de les quals 50 eren unipersonals (25 homes vivint sols i 25 dones vivint soles), 74 parelles sense fills, 90 parelles amb fills i 16 famílies monoparentals amb fills.
La població ha evolucionat segons el següent gràfic:
Habitants censats

### Habitatges
El 2007 hi havia 266 habitatges, 238 eren l'habitatge principal de la família, 13 eren segones residències i 16 estaven desocupats. 258 eren cases i 8 eren apartaments. Dels 238 habitatges principals, 213 estaven ocupats pels seus propietaris, 19 estaven llogats i ocupats pels llogaters i 5 estaven cedits a títol gratuït; 9 tenien dues cambres, 25 en tenien tres, 59 en tenien quatre i 145 en tenien cinc o més. 197 habitatges disposaven pel capbaix d'una plaça de pàrquing. A 77 habitatges hi havia un automòbil i a 149 n'hi havia dos o més.

### Piràmide de població
La piràmide de població per edats i sexe el 2009 era:
| Homes | Edats   | Dones |
| ----- | ------- | ----- |
| 0     | 95 o +  | 0     |
| 0     | 90 a 94 | 0     |
| 0     | 85 a 89 | 4     |
| 0     | 80 a 84 | 0     |
| 8     | 75 a 79 | 12    |
| 12    | 70 a 74 | 12    |
| 4     | 65 a 69 | 16    |
| 16    | 60 a 64 | 4     |
| 12    | 55 a 59 | 12    |
| 20    | 50 a 54 | 28    |
| 44    | 45 a 49 | 12    |
| 32    | 40 a 44 | 56    |
| 16    | 35 a 39 | 32    |
| 8     | 30 a 34 | 12    |
| 4     | 25 a 29 | 12    |
| 12    | 20 a 24 | 12    |
| 24    | 15 a 19 | 40    |
| 32    | 10 a 14 | 28    |
| 20    | 5 a 9   | 36    |
| 8     | 0 a 4   | 0     |

## Economia
El 2007 la població en edat de treballar era de 420 persones, 309 eren actives i 111 eren inactives. De les 309 persones actives 295 estaven ocupades (163 homes i 132 dones) i 14 estaven aturades (9 homes i 5 dones). De les 111 persones inactives 40 estaven jubilades, 49 estaven estudiant i 22 estaven classificades com a «altres inactius».

### Ingressos
El 2009 a Auffreville-Brasseuil hi havia 227 unitats fiscals que integraven 579 persones, la mediana anual d'ingressos fiscals per persona era de 27.417 €.

### Activitats econòmiques
Dels 21 establiments que hi havia el 2007, 1 era d'una empresa extractiva, 1 d'una empresa alimentària, 1 d'una empresa de fabricació d'altres productes industrials, 6 d'empreses de construcció, 1 d'una empresa de comerç i reparació d'automòbils, 1 d'una empresa de transport, 2 d'empreses immobiliàries, 5 d'empreses de serveis, 2 d'entitats de l'administració pública i 1 d'una empresa classificada com a «altres activitats de serveis».
Dels 7 establiments de servei als particulars que hi havia el 2009, 2 eren paletes, 2 lampisteries, 1 empresa de construcció i 2 agències immobiliàries.
L'únic establiment comercial que hi havia el 2009 era una botiga de mobles.

## Equipaments sanitaris i escolars
El 2009 hi havia una escola elemental.

## Poblacions més properes
El següent diagrama mostra les poblacions més properes.